# Biatora
Biatora Fr. (1817) es un género de líquenes crustáceos de la familia Ramalinaceae. El micobionte formador de especies de Biatora es siempre un ascomycota formador de ascosporas uni a triseptadas con ascas de aspecto por lo general bacilariforme que confieren capacidad reproductiva sólo al hongo. Es posible encontrar diversas especies que forman soredios en los que hifas del hongo y células del fotobionte algal pueden diseminarse. Este género cuenta en la actualidad con más de 400 especies descritas.

## Especies
Listado de especies más representativas:
- Biatora aegrefaciens
- Biatora alaskana
- Biatora chrysantha
- Biatora cuprea
- Biatora efflorescens
- Biatora fallax
- Biatora alborufidula
- Biatora flavopunctata
- Biatora hertelii
- Biatora hypophaea
- Biatora mendax
- Biatora nobilis
- Biatora ocelliformis
- Biatora rufidula
- Biatora sphaeroidiza
- Biatora subduplex
- Biatora subgilva
- Biatora toensbergii
- Biatora troendelagica
- Biatora vacciniicola
- Biatora vernalis